# Valsamis proti Řecku
Valsamis proti Řecku je soudní případ, kterým se zabýval Evropský soud pro lidská práva ve Štrasburku v roce 1996. Žalobci v případu byli manželé Valsamisovi a jejich dcera Victorie, která studovala na škole v Athénách. Ohradili se proti rozhodnutí ředitele školy vyloučit Victorii na jeden den kvůli její neúčasti na oslavách státního svátku. Důvodem její neúčasti byl nesouhlas s podobou oslav a idejemi spojenými se státním svátkem. Nesouhlas byl založen na náboženském přesvědčení Victorie a jejich rodičů.

## Skutkové okolnosti
Žalobci byli rodiče Elias a Maria Valsamisovi a jejich dcera Victorie (nar. 1980) – Svědkové Jehovovi. K jejich náboženskému přesvědčení neodmyslitelně patří pacifismus, proto Svědkové Jehovovi nekonají vojenskou službu a neúčastní se akcí s vojenským či jiným násilným podtextem. 
V září roku 1992, když chodila Victorie do školy v Athénách, podali rodiče Valsamisovi písemnou žádost, aby byla jejich dcera zproštěna povinnosti účastnit se výuky náboženství, ortodoxní mše a dalších manifestací, které by byly v rozporu s jejich náboženským přesvědčením. Victorie byla zproštěna povinnosti ve škole navštěvovat hodiny náboženství a ortodoxní mše. Byla požádána, aby se i s ostatními studenty zúčastnila slavnostního průvodu během státního svátku 28. října, při němž školní a vojenské průvody připomínají událost, kdy fašistická Itálie vyhlásila válku Řecku (28. října 1940). Victorie informovala ředitele školy, že její víra jí zakazuje účastnit se školního průvodu, po kterém bude následovat ortodoxní mše a vojenský průvod a chtěla být omluvena z oslav. Ředitel nebral její náboženské přesvědčení v úvahu a její žádost byla zamítnuta. Viktorie se akce přesto nezúčastnila a byla potrestána vyloučením ze školy na jeden den na základě nařízení ministerstva pro školství a náboženské otázky.

## Případ u Evropského soudu pro lidská práva
Valsamisovi podali stížnost 26. dubna 1993 k Evropské komisi pro lidská práva, která se případem zabývala. Valsamisovi uvedli, že Řecko porušilo čl. 2 Dodatkového protokolu 1 k Úmluvě o ochraně lidských práv a základních svobod (dále jen Úmluva), dále čl. 3 a čl. 9 Úmluvy a také čl. 13 Úmluvy v kombinaci se třemi výše jmenovanými. 
Manželé Valsamisovi se domnívali, že nátlak školy, aby se jejich dcera zúčastnila slavnosti vyzdvihující vlastenecké ideály, s kterými oni nesouhlasí, je porušením zákona o právu rodičů zajišťovat výchovu a vzdělání svých dětí ve shodě s jejich náboženským a filosofickým přesvědčením, tedy článku 2 Protokolu č. 1. Historie se má podle Valsamisových učit v hodině a ne při oslavách.
Řecká vláda se bránila, že státní svátek ukazuje k hodnotám demokracie, svobody a lidských práv, na nichž je založen poválečný právní řád. Oslava zachovává idealistický a pacifistický ráz, který je posílený přítomností školních průvodů. Soud neshledal ve způsobu oslav nic, co by mohlo narážet na pacifistické přesvědčení žalobců v takové míře, aby uznal porušení článku 2 Protokolu 1. 
Victorie tvrdila, že byl porušen článek č. 9 Úmluvy, když nemohla projevit nesouhlas s protichůdnými názory, než jsou její. Soud opět zdůraznil, že školní průvod není v rozporu s náboženským přesvědčením stěžovatelky a jejích rodičů. Soud rozhodl, že článek č. 9 Úmluvy nebyl porušen. 
Soud také neshledal porušení článku č. 3 Úmluvy, který zakazuje mučení a ponižující zacházení nebo trest. 
Všichni tři stěžovatelé poukazovali na údajné porušení čl. 13 Úmluvy. Tvrdili, že v Řecku neměli k dispozici žádný účinný prostředek nápravy, který by jim umožnil domáhat se zrušení disciplinární sankce. 
Soud uznal, že stěžovatelé měli právo na vnitrostátní prostředky nápravy v případě čl. 2 Protokolu č. 1 a čl. 9 Úmluvy. Řecký stát ale neposkytl žádnou účinnou možnost nápravy a článek 13 Úmluvy tím byl porušen. 
Soud jednomyslně rozhodl, že žalovaný stát musí stěžovatelům do tří měsíců vyplatit 600 000 GRD za soudní výlohy.